# اوکانیا (اسپانیا)
اوکانیا (به اسپانیایی: Ocaña) یک دهستان در اسپانیا است که در استان تولدو واقع شده‌است. اوکانیا ۱۴۸ کیلومتر مربع مساحت و ۹٬۴۶۸ نفر جمعیت دارد و ۷۳۰ متر بالاتر از سطح دریا واقع شده‌است.